# Dipoena adunca
Dipoena adunca là một loài nhện trong họ Theridiidae.
Loài này thuộc chi Dipoena. Dipoena adunca được miêu tả năm 2005 bởi Tso, Zhu & Zhang.